# Патковача
Патковача (серб. Патковача) — село в общине Биелина, который принадлежит энтитету Республике Сербской, Босния и Герцеговина. Расположен в 3 км к югу от центра города Биелина.

## Население
Численность населения села Патковача по переписи 2013 года составила 2 728 человек.
Этнический состав населения населённого пункта по данным переписи 1991 года:
- сербы — 505 (78,17 %),
- боснийские мусульмане — 116 (17,95 %),
- хорваты — 8 (1,23 %),
- югославы — 15 (2,32 %),
- прочие — 2 (0,30 %),
- всего — 646.